# 松恩-菲尤拉讷

松恩-菲尤拉讷郡在挪威的位置

61°20′00″N 05°50′00″E / 61.33333°N 5.83333°E
松恩-菲尤拉讷（挪威語：Sogn og Fjordane，挪威語發音：[ˈsɔŋn ɔ ˈfjûːrɑnə] ⓘ）是挪威中西部已撤銷的郡，首府为莱康厄尔。松恩-菲尤拉讷郡面积18,623平方公里，人口106,194（2007年），曾是挪威人口第17大郡。
2020年1月1日，松恩-菲尤拉訥郡與霍達蘭郡因合併設立韋斯特蘭郡而廢止。

## 市镇
松恩-菲尤拉讷郡有26个市镇，如下：
| 松恩-菲尤拉讷郡市镇 | 1. 奧達爾（Årdal） 2. 阿斯克沃尔（Askvoll） 3. 艾于蘭（Aurland） 4. 巴勒斯特蘭（Balestrand） 5. 布雷芒厄（Bremanger） 6. 埃德（） 7. 弗亞勒 （Fjaler） 8. 弗洛拉（Flora） 9. 弗勒（） 10. 蓋于拉（Gaular） 11. 格洛彭（Gloppen） 12. 居伦（） 13. 霍寧達爾（Hornindal） 14. 赫扬厄尔（Høyanger） 15. 許勒斯塔（Hyllestad） 16. 約爾斯特（Jølster） 17. 萊達爾（Lærdal） 18. 莱康厄尔（Leikanger） 19. 呂斯特（Luster） 20. 奈于斯特達爾（Naustdal） 21. 塞爾耶（Selje） 22. 松達爾（Sogndal） 23. 索倫（） 24. 斯特林（Stryn） 25. 沃格島（Vågsøy） 26. 維克（） |